# Erehof Ypecolsga
Erehof Ypecolsga ligt op de algemene begraafplaats van de buurtschap Ypecolsga bij Woudsend in de gemeente Súdwest-Fryslân, in de Nederlandse provincie Friesland. Tot 2011 behoorde Ypecolsga tot de voormalige gemeente Wymbritseradeel. De algemene begraafplaats ligt aan de weg van Sneek naar Lemmer. Het erehof bestaat uit 10 stenen met daarop de volgende namen:
| Naam                       | Functie                      | Onderdeel | Sq     | Overleden  | Leeftijd |
| -------------------------- | ---------------------------- | --------- | ------ | ---------- | -------- |
| Edward Croal               | Staartschutter               | R.A.A.F.  | 44 Sq  | 17-12-1942 | 27       |
| Walter Edwin Davey         | Piloot                       | R.A.F.    | 149 Sq | 05-05-1943 | 21       |
| Edward Henry Finch         | Luchtmachtsergeant           | R.A.A.F.  |        | 05-05-1943 | 23       |
| George John Charles Hall   | Boordschutter                | R.A.F.    | 149 Sq | 05-05-1943 |          |
| Donald Richard Higgs       | Radio-operator/boordschutter | R.A.F.    | 149 Sq | 05-05-1943 | 20       |
| Charles Willis Eric Leach  | Boordwerktuigkundige         | R.A.F.    | 149 Sq | 05-05-1943 |          |
| James Joseph O'Niell       | Radio-operator/boordschutter | R.A.F.    | 149 Sq | 05-05-1943 | 31       |
| Thomas Cuthberth Timney    | Navigator/bommenrichter      | R.A.F.    | 149 Sq | 05-05-1943 | 28       |
| Richard Frederick Whitaker | Navigator/bommenrichter      | R.A.F.    | 149 Sq | 05-05-1943 | 35       |
| Gordon Bowden Wilkinson    | Waarnemer/bommenrichter      | R.A.F.    | 44 Sq  | 17-12-1942 |          |

## Geschiedenis
Op 17 december 1942 werd een Lancaster-bommenwerper, de ED 355 van het 44 Squadron, in de buurt van Ypecolsga (Waterloo) door een Duitse nachtjager neergeschoten. Twee bemanningsleden werden gevonden. Zij werden begraven op de nabijgelegen algemene begraafplaats van Ypecolsga. De resten van de bommenwerper werden in 1951 tijdens wegwerkzaamheden gevonden en ook de stoffelijke overschotten van de rest van de bemanning. Deze werden aansluitend begraven op de begraafplaats in het Jonkerbos in Gelderland.
Op 5 mei 1943 werd een Stirling Mk I, van het 149e Squadron, aangevallen en neergeschoten door een nachtjager. Het vliegtuig stortte neer op twee kilometer ten zuiden van Hommerts in de buurtschap Lippenwoude. Alle acht bemanningsleden kwamen daarbij om. Zij werden begraven op de algemene begraafplaats van Ypecolsga.